# 本山貴春
本山 貴春（もとやま たかはる）は、福岡県のPRプランナー。合同会社独立社パブリック・リレーションズ代表、「選報日本」編集主幹。北朝鮮に拉致された日本人を救出するための全国協議会加盟団体・救う会福岡（北朝鮮に拉致された日本人を救出する福岡の会）事務局長。平成時代の半数を政治活動家として過ごしたことを公言している。

## 経歴
2006年福岡大学法学部法律学科卒業。その後、サラリーマンをしつつ維新政党・新風の選挙活動を手伝っていたが、外山恒一に指摘されて自分が政治活動家だったと自覚し、今では「平成時代の半数以上を政治活動家として過ごした」と自認するようになる。2011年、福岡市議会選挙に出馬。外山恒一も「ポリシーより友人を大切にすべし」という信念から彼の選挙活動を手伝っている。この時に「公職選挙法はネット選挙を禁止していない」という独自の解釈からインターネットを使った選挙活動を行い、送検されたものの不起訴となった（後述）。同年、NGO職員に転職し復興支援活動に従事する。その後、維新政党・新風を離党し次世代の党に入党する。
2013年、福岡市内の高齢者施設の給食受託企業に入社する。バックオフィスでの採用だったが、この会社は僅か3ヶ月で離職する。
2013年、福岡市内のベンチャー企業に転職。企業向けのWEBマーケティングの企画提案や、自社事業の広報活動を担う。次世代マーケティング研究会を主宰し、SEO対策等についての講座を行う。2015年には平和安全法制賛成デモに参加。
2017年合同会社「独立社パブリック・リレーションズ」を立ち上げ、出版業やニュースサイト「選報日本」の運営等を行う。

## 政治活動
過去には維新政党・新風や次世代の党（日本のこころを大切する党）の党員として「平成時代の半数以上」を政治活動家として過ごしていた。

### ネット選挙解禁運動
2011年（平成23年）の福岡市議会議員選挙でUSTREAM、Twitter、YouTube、ブログ、メールマガジンなどを選挙運動期間中に毎日更新した。福岡県警は4、5回にわたって映像やブログの記述を削除するよう口頭で警告したが、「ネット選挙については公選法に規定がないと認識している。金もかからず、利用しても公選法の精神には反しない。」として従わなかったとするなど極めて異例なケースとなった。これに関し、選挙プランナーの松田馨は「これほど露骨な例は聞いたことがない。」と読売新聞の取材に答えた。選管が発行する選挙公報もブログ上にアップロードしており、ホームページやブログ上では、「公職選挙法が選挙運動におけるインターネットメディアの利用を制限しておらず、合法である。」と主張する記事を掲載、選挙運動として更新していることを強調した
。結果的に起訴猶予（不起訴）となり、本山は「事実上のネット選挙解禁」で「不戦勝」だとした。